# Хортиця
Хо́ртиця — найбільший острів на Дніпрі, розташований поблизу Запоріжжя, нижче Дніпровської ГЕС. Унікальний природний та історичний комплекс. Хортиця є одним із Семи чудес України.
На північному краю острова був останній дніпровський поріг. Хортиця витягнута з північного заходу на південний схід, має довжину 12,5 км, ширину в середньому 2,5 км і площу приблизно 3 000 га. Острів до останнього часу зберігав ліси в прибережних балках, а в післявоєнні часи був заліснений лісовим господарством в північній частині, де ґрунти є піщаними. У південній частині зберігається степ з багатьма реліктовими видами рослин, які збереглися тільки на острові, але в давнину зростали на всій території півдня України. На крайньому півдні острова існують плавні.

## Назва
Існує дуже багато версій походження назви острова, втім більшість дослідників виводить назву від тюрксько-половецького «орт», «орта», що означає «середній» (посеред Дніпра). Серед низки версій, назву виводять від «хорт» — «пес», від давньослов'янського бога Хорса.
Вперше назва острова трапляється у праці імператора Костянтина Багрянородного «Про управління імперією». В різних списках цієї праці Хортиця має назву острів Святого Григорія та острів Святого Георгія. Щодо Григорія, то вважають, що це був вірменський просвітник Григорій Просвітитель (святий Григор).
У руських літописах острів називається Хортичем, Кортицьким, Городецьким, Ортинським, Інтрським островом. Вперше назва Хортичий острів згадана у зв'язку з походом князя Святослава Ізяславича проти половців 1103 року.
У Воскресенському літопису під 1223 роком острів названий Варязьким островом. Еріх Лясота, Боплан писали про Хортицю та Хіртицю, польський хроніст Марцін Бельський — про Хорчика. Василь Зуєв й князь Мишецький називали острів Хортиц. В атласі Дніпра 1786 року адмірала Пущина іменується Хитрицький, в Рігельмана — Хордецький острів.
Дмитро Донцов наводить легенду, де йдеться про те, що «Хортицею той острів прозивався по причині, що там колись у давнину стародавня була хвортеця». Проте, ця легенда не є переконливою з наукової точки зору.

## Природа
З геологічного погляду, Хортиця є частиною Українського кристалічного щита. Долина Дніпра в районі Хортиці є єдиною збереженою ділянкою порожистої частини річки. До будівництва Дніпровської ГЕС русло Дніпра перетинало дев'ять порогів. Безпосередньо біля острова Хортиця не було порогів, але збережені скельні острови й скельні структури в північній частині острова мають характерні для порогів особливості. Хортиця й прилеглі до неї острови оголошені геологічним заказником «Дніпровські Пороги».
Геологічною основою острова служать докембрійські породи віком близько 2,5 млрд років, у першу чергу — граніти, покриті шаром більш молодих осадових порід. У північній частині Хортиці над берегом піднімаються скелі заввишки 40—50 м, що спадають до півдня.

### Флора та фауна
Флора Хортиці нараховує понад 1000 видів вищих рослин, з яких 15 % є ендеміками. На острові стикаються різноманітні природні зони: різнотравно-ковилові степи, дубові й хвойні ліси, заплавні луки. Завдяки особливим мікрокліматичним умовам, утвореним могутньою річкою, рослинні угруповання істотно відрізняються від материкових.

##### Російсько-українська війна
Через військові дії у Запорізькій області були знищенні численні ліси. Через це кажани, які мешкали там, почали шукати прихисток у Запоріжжі, сусідніх містах та селах і заселятися у будинках та міських парках. Впродовж зими 2023-го запорізькі зооактивісти, волонтери й просто містяни, які знаходили у себе рукокрилих, передавали їх працівникам Національного заповідника Хортиця. Звідти тварин відправляли до Українського центру реабілітації рукокрилих (УЦРР), який знаходиться у Харкові, для того, щоб кажани спокійно пережили зимову сплячку. Весною 2024-го врятованих кажанів випустили на Хортиці, природа якої має сприятливі умови для їх проживання. Всього на острові оселилося чотири види червонокнижних ссавців: руда вечірниця, кажан пізній та нетопир середземноморський, лилик двоколірний.

## Історія

### Мезоліт
Людина з'явилася на острові ще в епоху мезоліту.
Перші археологічні знахідки відносять до доби мезоліту (10—6 тисячоліття до н.е) у північній та східній частинах Хортиці. Пам'ятки дніпро-донецької культури доби неоліту (5—3 тис. до н.е) — у селі Середній Стіг і урочищі Вирва.

### Енеоліт

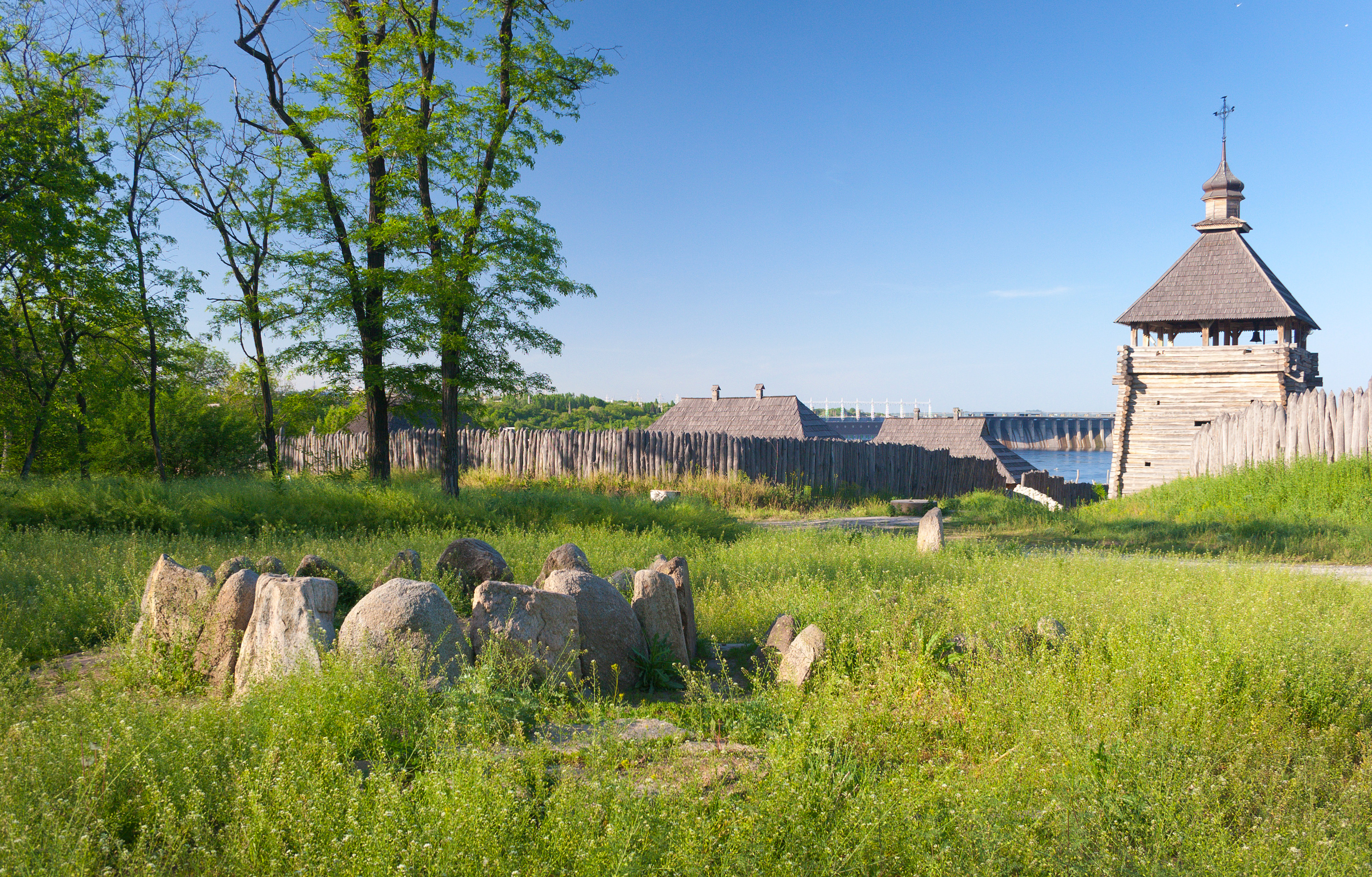
Стародавнє капище (реконструкція)

Поселення знайдено у північно-східній частині острова, де до 1970 рр. існувало давнє козацьке село Середній Стіг, яке дало назву Середньостогівській культурі енеоліту 4 тис. до Р. Х. Від цих поселень залишилися численні поховання, городища й культові споруди, велика кількість крем'яних, кам'яних, кістяних та рогових знарядь праці на острові Байди, в урочищах Вирва, Дурна Скеля, Соловка Гай та в північній частині Хортиці. Численні знахідки цього часу було піднято зі дна Старого Дніпра.

### Бронза
Перші істотні досліджені поселення належать до епохи бронзи (III—II тис. до н. е.). Пам'ятки бронзи відомі по всій території Хортиці:
- поховання ранньої бронзи[7]
- поселення племен ямної культури 3—2 тис. до н. е. (північно-східна частина острова);
- поселення племен катакомбної культури, перша половина 2 тис. до н. е. (східний схил балки Совутиної);
- поселення племен культури багатовалікової кераміки 16—15 ст. до н. е. (північно-східна частина острова);
- поселення племен зрубної культури 15—14 ст. до н. е. (південний схил балки Молодняга).

На острові Байда була виявлена потужна фортеця з кількома рядами стін та ровів, що була столичним замком усього Нижнього Подніпров'я. Тут було знайдено святилища, де, можливо, проводили астрономічні спостереження.

### Залізна доба
Городище «Совутина Скеля» є пам'яткою скіфського часу 7—3 ст. до н. е., де досліджено оборонні (до 6 м), житлові та господарські будівлі. Численні ґрунтові і курганні могильники (6 курганних груп).
Сармати з 2 ст. до Р. Х. до 3 ст. залишили окремі поховання і монети. В 1925 році була знайдена тетрадрахма царя Єфтидема Бактрійського 2—1 ст. до Р. Х. (в річці біля Хортиці) і римський динарій імператора Адріана.
Могильник черняхівської культури (2 ст.) на території сучасної СШ № 43, поселення на острові Байда та на річці Середня Хортиця.

### Доба Київської Русі
У IX сторіччі на півдні острова виникло неукріплене містечко бродників, назване А. Сокульським «Протолче». Воно було слов'янське. Поселення лежало біля стародавньої переправи через Дніпро — Протолчий брід. Поселення існувало у 10—14 сторіччях. Про торговельну активність населення можуть свідчити виявлені тут арабські й інші монети.
Костянтин VII Багрянородний згадує в середині X століття Хортицю у творі «De administrando imperio» як острів св. Григорія.
За легендою, 972 року біля Дніпрових порогів загинув у боротьбі з печенігами князь Святослав Ігоревич, повертаючись із походу на Константинополь. Цікаво, що в цих місцях на дні Дніпра знаходили старовинну зброю, яка втратилася в часи Другої світової війни. 2011 року знайдено коштовний давньоруський меч каролінгського типу, який одразу нарекли «мечем Святослава»
1928 року під час будівництва Дніпрогесу поблизу Хортиці на дні Дніпра було виявлено чотири мечі й один клинок без руків'я. За написами, клинки є франкського походження, за орнаментацією руків'їв — вироблені на берегах Балтики в другій половині 10 — початку 11 ст. (ще один подібний меч 10 сторіччя був знайдений у протоці гирла Дніпра).
Надалі острів постійно використовувався як українська база проти половців і монголо-татар. 1103 року руські князі на чолі з Святополком Ізяславичем зійшлися на Хортиці перед походом на половців (Іпатський літопис).
1223 року руські князі зустрілися на нараду на Хортиці перед битвою з татарами на Калці.

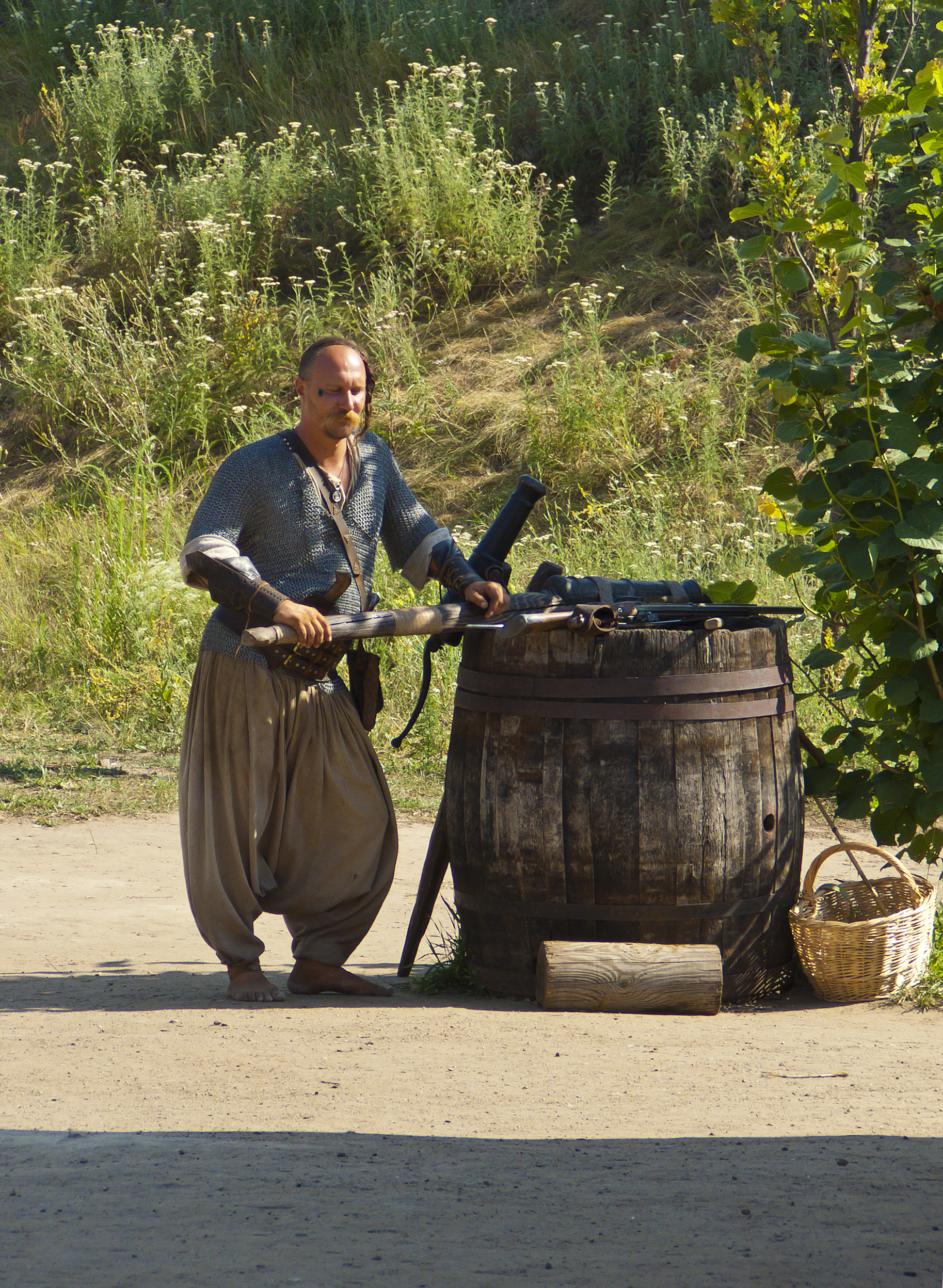
Козак на Хортиці

### Козацька доба
На острові багато назв, пов'язаних з перебуванням запорожців: урочище Сагайдачного, Січові ворота, Козача могила, Совутина скеля та інші. Хортиця відіграла чималу роль у боротьбі козаків проти татар і поляків.
У XV столітті Хортиця стала центром формування протидії Польщі з боку козаків. Козаки будували тут, як і на інших островах, «засіки». Саме на Малій Хортиці (можливо за 10 км на північ від Хортиці, або на острові Байди) у 1550-х роках князь Дмитро Вишневецький-Байда збудував фортецю, що планувалася польським урядом для контролю над рухом козаків через Дніпро і на Хортиці. У січні 1557 року турецько-татарські війська напали на фортецю і згодом зруйнували. На острові Байда були виявлені залишки дерев'яних укріплень, оборонні, господарські споруди та житлові приміщення XVI століття.
У 1596—1648 роках з короткими перервами на Хортиці перебувала залога реєстрових козаків; звідти починали повстанські походи Тарас Федорович Трясило (1630), Іван Сулима (1635). У 1648 році Богдан Хмельницький розгромив на Хортиці польську залогу.
У 1660—1670-х роках Хортиця була військовою базою Івана Сірка.
У балках Молодняга, Липова, Совутина відкриті зимівники запорозьких козаків XVIII століття, де знайдені цвяхи, кераміка, ножі, фрагменти пічки та інше.
Під час російсько-турецької війни у 1735–1739 роках на Хортиці збудовані укріплення, залишки яких збереглися. У 1736 році на Хортиці була заснована Запорозька верф, для її захисту побудовані фортеця та ретраншемент. Декілька десятків чайок верфі затонуло біля острова.
До зруйнування Січі 1775 року Хортиця належала до володінь Запорозької Січі.

### У складі Російської імперії
1789 року на східному березі острову заснована німецька менонітська колонія Острів Хортиця, що входила до Хортицької волості Катеринославського повіту. У 1886 року тут було 452 мешканці, 23 двори, школа.

### У складі СРСР
14 березня 1927 року розпочалося будівництво ДніпроГЕСу.
Протягом 1927—1928 років на Хортиці споруджуються будівлі технічного призначення: водогін, водонасосна станція, через Нове Дніпро організована поромна переправа.
У лютому 1928 року розпочинається будівництво мостів. Головним архітектором проєкту був М. Стрілецький. 5 вересня 1931 року мости були введені в експлуатацію.
6 липня 1935 року на острові Хортиця відкрито перший в Запоріжжі «Будинок відпочинку металургів», який прийняв перших відпочивальників — доменщиків. Цей будинок відпочинку згодом став санаторієм-профілакторієм металургійного комбінату «Запоріжсталь», де розташована романтична альтанка «Ластівчине гніздо» над Старим Дніпром. Будівництво будинку відпочинку розпочалося навесні 1935 року та вже за 42 дні було зведено 7 котеджів з соляріями зверху, 6 особняків з окремими кімнатами та їдальнею. 
З 1 червня 1936 року заклад вже офіційно був відкритий як повноцінний профілакторій. Під час Другої світової війни будівлі «Будинок відпочинку металургів» були суттєво пошкоджені. Відновлення тривало аж до 1959 року. Спочатку відновлений заклад був Будинком творчості, а згодом «Будинком відпочинку металургів» Півдня України. З 1 червня 1965 року  господарем профілакторію знову став металургійний комбінат «Запоріжсталь». Альтанка «Ластівчине гніздо», до речі дивом пережила війну та й досі є одним із символів Хортиці.
У 1965 році острів Хортиця набув статусу державного історико-культурного заповідника, в якому передбачалося створити музейний комплекс, присвячений історії запорозького козацтва.
У 1989 році на острові Хортиця відбулася установча конференція обласної організації Народного Руху України за перебудову. Оскільки міська влада відмовилася надати приміщення, делегати з усієї області пробиралися «козячими стежками» острова, щоб не затримали їх «вартові порядку». Так у балці народився запорізький Рух. Головою організації був обраний Юрій Василенко.

### Сучасність

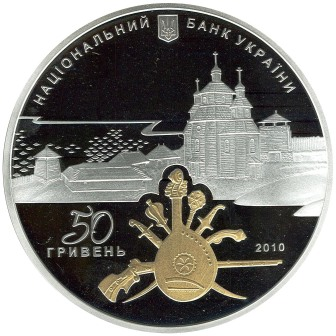
Монета «Острів Хортиця на Дніпрі — колиска українського козацтва» (аверс)

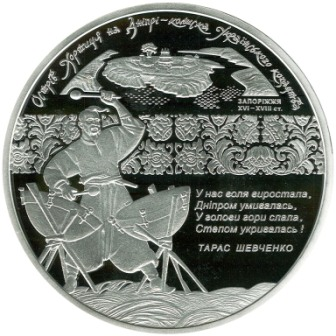
Монета «Острів Хортиця на Дніпрі — колиска українського козацтва» (реверс)

Острів інтегровано в структуру Запоріжжя. Через острів пролягає залізниця, на якій розташована станція Запорізька Січ в середній частині острова. З островом сполучають чотири автомобільні мости.
На острові є заселені селища, велика кількість означених пам'яток історії й археології, десятки будинків відпочинку, санаторіїв, туристичних баз, піщані пляжі, смерекові й листяні ліси та унікальні плавні у південній частині Хортиці.
24 грудня 2020 року відкрито односторонній автомобільний рух на Балковому мосту (споруда № 5), що веде з Хортицького району до острова Хортиця, через річку Старий Дніпро.

#### Памʼятники і меморіали
28 березня 2007 року, напередодні Великодніх свят, на святому місці був відкритий пам'ятник українській писанці, що став незабаром місцем активного паломництва віруючих. Древнє святилище на хортицькій землі у вигляді вселенського символу світобудови являє собою виконане з Янцевського граніту яйце вагою дев'ятсот кілограм, яке встановлене в центральній частині острова. Його значний обсяг (обхват — 2,85 м, висота — 1,35 м), розфарбований у червоно-біло-чорній гамі з використанням традиційних візерунків місцевої розпису, покоїться на постаменті з дикого каменю з сакральної написом «Краса, добробут, родовід».
У 2013 році художником Леонідом Нікітіним писанка була заново пофарбована. Нові яскраві кольори символізують довголіття, плодовитість і добробут під захистом вогню фарби в поєднанні з покровом містичної таємниці минулого і древнім запорізьким орнаментом — ось те, що зробило цей пам'ятник унікальним і відомим на всю Україну.
24 червня 2021 року на острові Хортиця відкрито меморіал Хортицьких менонітів, які мешкали на основі Хортиця. Ідея його створення виникла після того, як на Хортиці знайшли 200 менонітських надгробків. Співробітники Національного заповідника «Хортиця» відновили пам'ять знищеного радянською владою субетносу менонітів, які за півтора століття створили на запорізькій землі справжню європейську цивілізацію і передову економіку. Меморіал Хортицьких менонітів створили з надгробків, які історики знайшли у фундаменті побудованого комуністами колгоспного зерносховища. 2019 року співробітники Національного заповідника Хортиця провели розкопки, під час яких знайшли понад 200 надгробків менонітів.1939 року в колонії Хортиця зруйнували менонітський цвинтар, який заснували ще 1790 року. Могильні плити менонітів замурували у сільськогосподарську споруду неподалік. Разом із канадською менонітською діаспорою співробітники заповідники зайнялися ідентифікацією похованих. Наступні роки відбувалася реставрація 15 надгробків, за допомогою яких на Хортиці утворили меморіал менонітам.
19 лютого 2024 року за сприянням меценатів, в День українського гербу на підніжжі кургану острова Хортиця, біля музею Запорізького козацтва, встановлений сталевий тризуб, який виготовлений з довоєнної партії металу «Азовсталі», вагою 300 кг.

#### Будівлі
У 2007 році на острові Хортиця було розбудовано комплекс «Запорозька Січ». Частина будівель була створена як декорація до багатосерійного фільму «Тарас Бульба» режисера В. Бортка. На території комплексу відтворено козацькі курені, гострокіл та оборонну вежу. Збудовано невелику триповерхову дерев'яну церкву, присвячену Покрові Богородиці. Комплекс відкрито для відвідувачів, передбачене екскурсійне обслуговування.
У 2017 році відкрито масштабний туристичний об'єкт — «Хортицький лабіринт».
31 серпня 2021 року на острові Хортиця завершено будівництво нового спортивного комплексу. Роботи з будівництва комплексного спортивного ядра навчального закладу «Хортицька національна навчально-реабілітаційна академія» виконали в рамках проєкту будівництва Запорізьких мостових переходів, які є флагманом програми «Велике Будівництво», за кошти генерального підрядника — компанії «Онур».

##### Закинуті будівлі
Інститут механізації та електрифікації тваринництва з'явився на Хортиці ще в 1930-х роках, водночас із будівництвом ДніпроГЕС. Як радянська інституція, він працював до 1990-х років, після чого будівля перейшла до підпорядкування Академії аграрних наук.
В 1993-му році Кабмін розпорядився передати цю будівлю заповіднику Хортиця для створення у ній археологічного музею. Однак Академія наук успішно ігнорувала це розпорядження понад два десятиліття, а вже у 2010-х звідти винесли все майно, включно з дверима та опаленням. На момент ліквідації інституту, у 2013 році, будівля перебувала в задовільному стані. Однак у середині 2010-х вона перетворилася на пустку й місце для небезпечного відпочинку підлітків, а також пережила декілька підпалів.
У 2024-му місцеві митці вирішили зафіксувати теперішній вигляд закинутої триповерхової й опублікували фотознімків «Жахи нашого міста» / «Не ходи сюди».

#### Заходи
12 липня 2021 року, в рамках 4-го етапу дискусійної платформи «Хортиця: видатна історія — велике майбутнє», відбулася презентація нового брендингу Хортиці, в ході якого був представлений весь комплекс брендингу та його можливе застосування: лого, шрифти, постери, мерч, покажчики.
Відродження острова Хортиця є вдалим прикладом того, як держава та великий бізнес можуть разом робити успішні масштабні проєкти перетворень. Група «Метінвест» гарантувала оперативне системне залучення в різні галузі та показала результат — 14 жовтня 2021 року відкриті сучасні знакові об'єкти: артоб'єкт «Коло Єдності» (металеве кільце заввишки 7 м з кортеновим покриттям) та лазерне шоу «Трансформації крізь історію» (9 надпотужних проєкторів із звуковим супроводом транслюють ексклюзивне відео-контент — яскраві історичні образи і національні символи, що розкривають українську ідентичність на схили Пагорба Єдності, дніпрові пороги, що виступають у острова, та у небо). З 3 листопада 2021 року на острові Хортиця є можливість відвідати імерсивну аудіовиставу «Шлях» про українську ідентичність.
На острові Хортиця регулярно проходять різноманітні козацькі заходи, наприклад, у 2023 році школа «Джури козацькі».

#### Археологічні дослідження
Сучасні археологічні дослідження на острові Хортиця продовжують приносити все нові відкриття.
У червні 2023 року, після теракту на Каховській ГЕС, що влаштували російські окупанти, в Запоріжжі стрімко почав міліти Дніпро, внаслідок цього з-під води з'явились давно затоплені пороги та острови суші. Через відхід води також показалися залишки дерев'яних мостів 1944 року побудови, що були під водою понад 70 років, а також насипи, що вели з лівого берега Дніпра до Хортиці. Під час Другої світової війни, після боїв за Запоріжжя у жовтні-грудні 1943 року були зруйновані усі мости та переправи через Дніпро, тому було прийняте рішення побудувати тимчасові залізничні мости через річку, які б пролягли південною частиною острова Хортиця. Їх було зведено за 48 днів (з 4 січня по 40 лютого 1944 року). Мости проіснували цілих 9 років. За цей час вдалося відновити Дніпровську ГЕС, побудувати мости Преображенського, рух якими було відкрито 30 грудня 1952 року. Після цього тимчасові мости були демонтовані, а свідчення їх існування можна було побачити лише у насипних дамбах південної частини Хортиці та в спогадах старожилів.

## Вулиці
На острові Хортиця розташовані вулиці: Січі, Заповідна, Наукове містечко, Лісництва, Садівництва, Овочівництва, Старого Редуту, Старого Дніпра та Будинку Відпочинку.

## Галерея

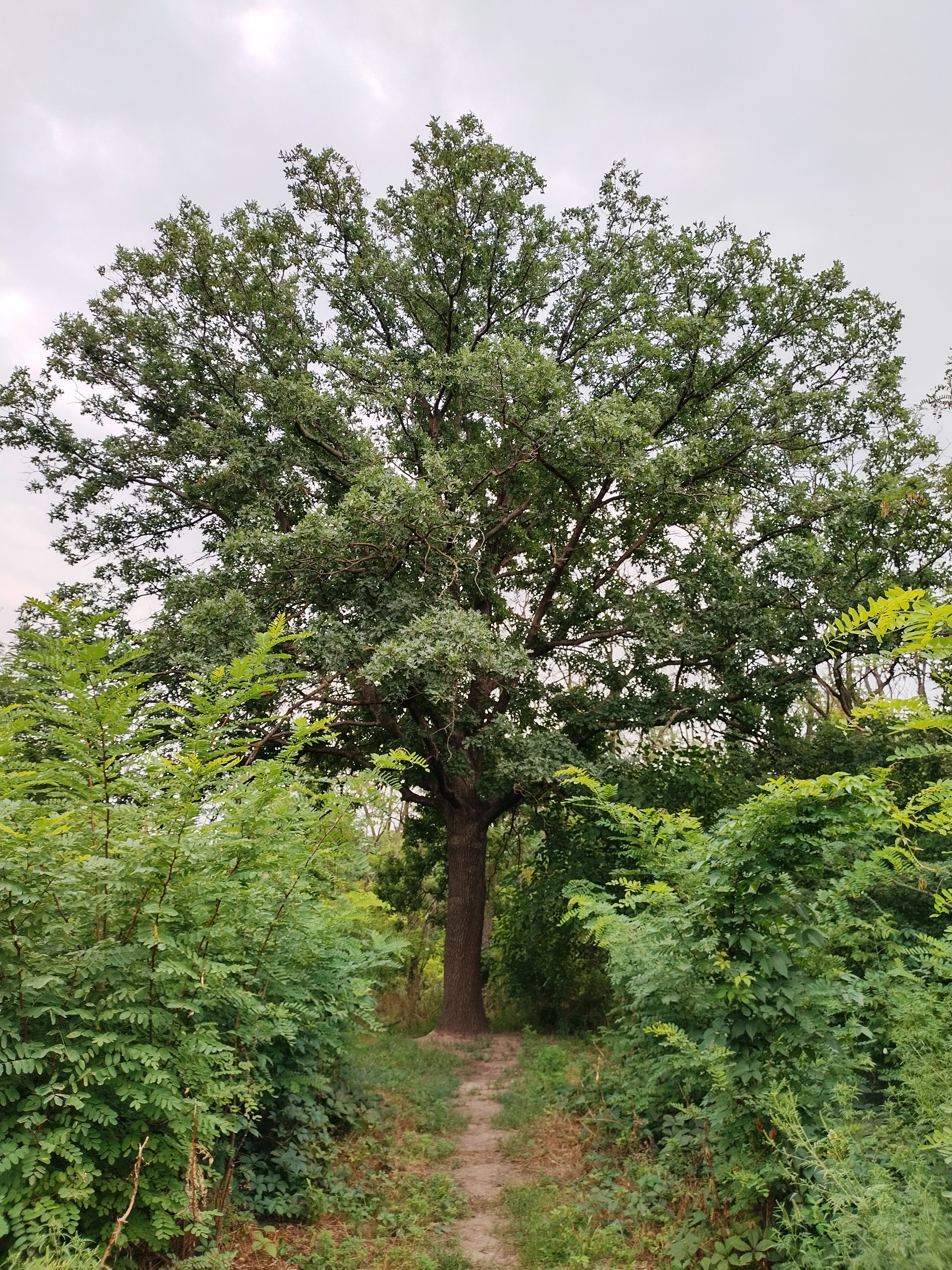
Священний Хортицький дуб
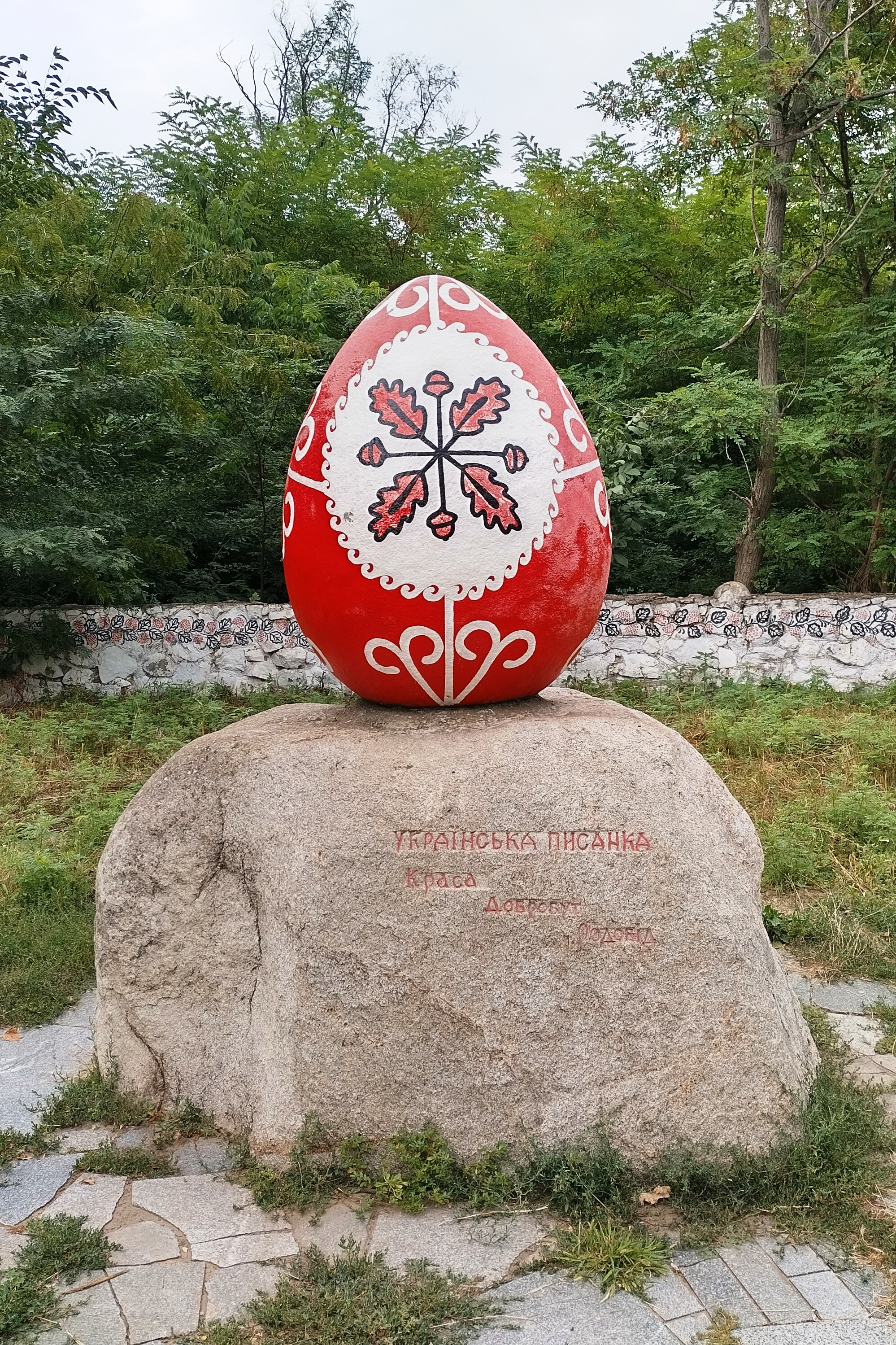
Українська писанка
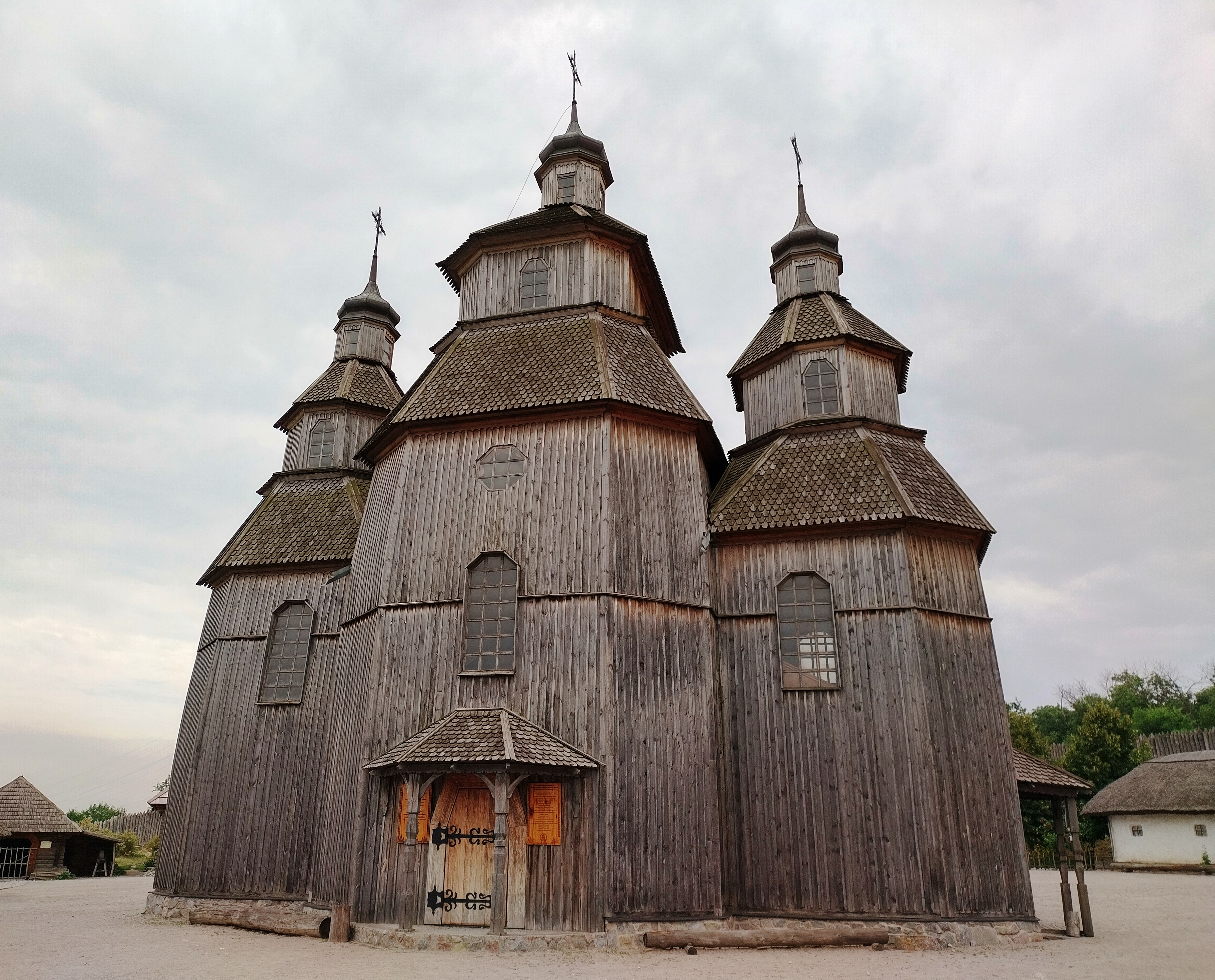
Церква Покрови Пресятої Богородиці
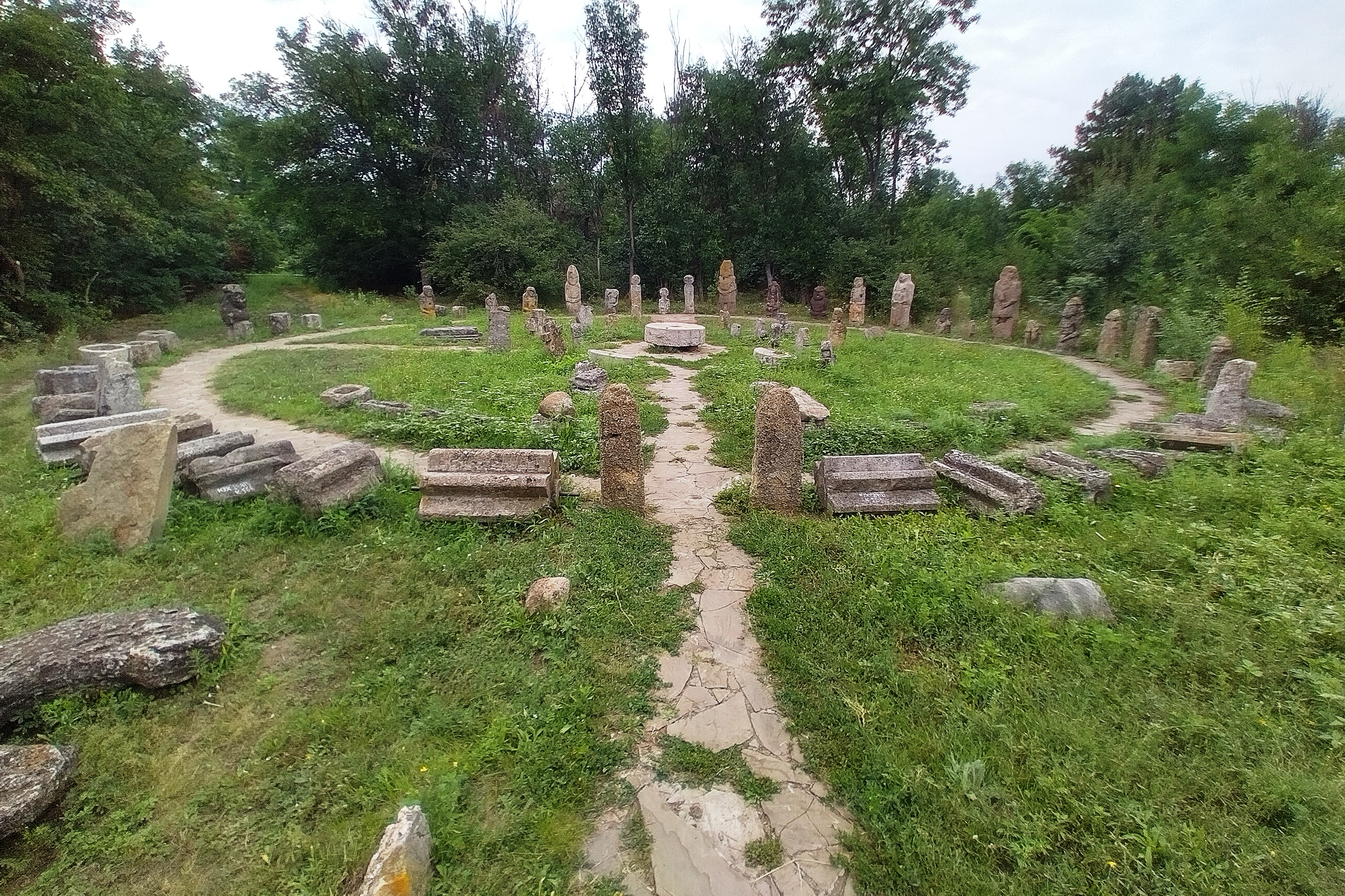
Лапідарій на території меморіально-туристичного комплексу "Скіфський стан"
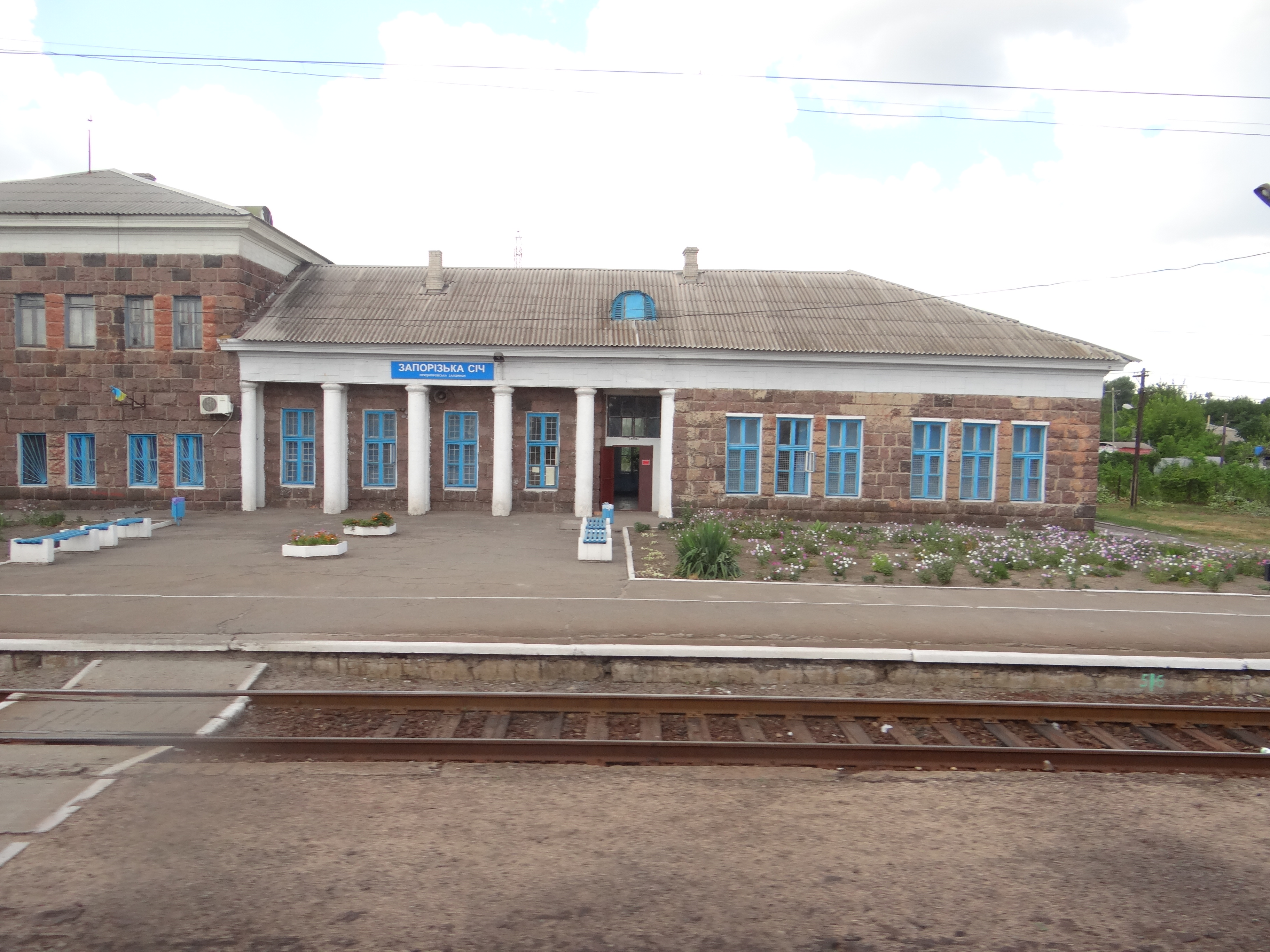
Залізнична станція Запорізька Січ
Спальний корпус дитячого табору ЗТЗ
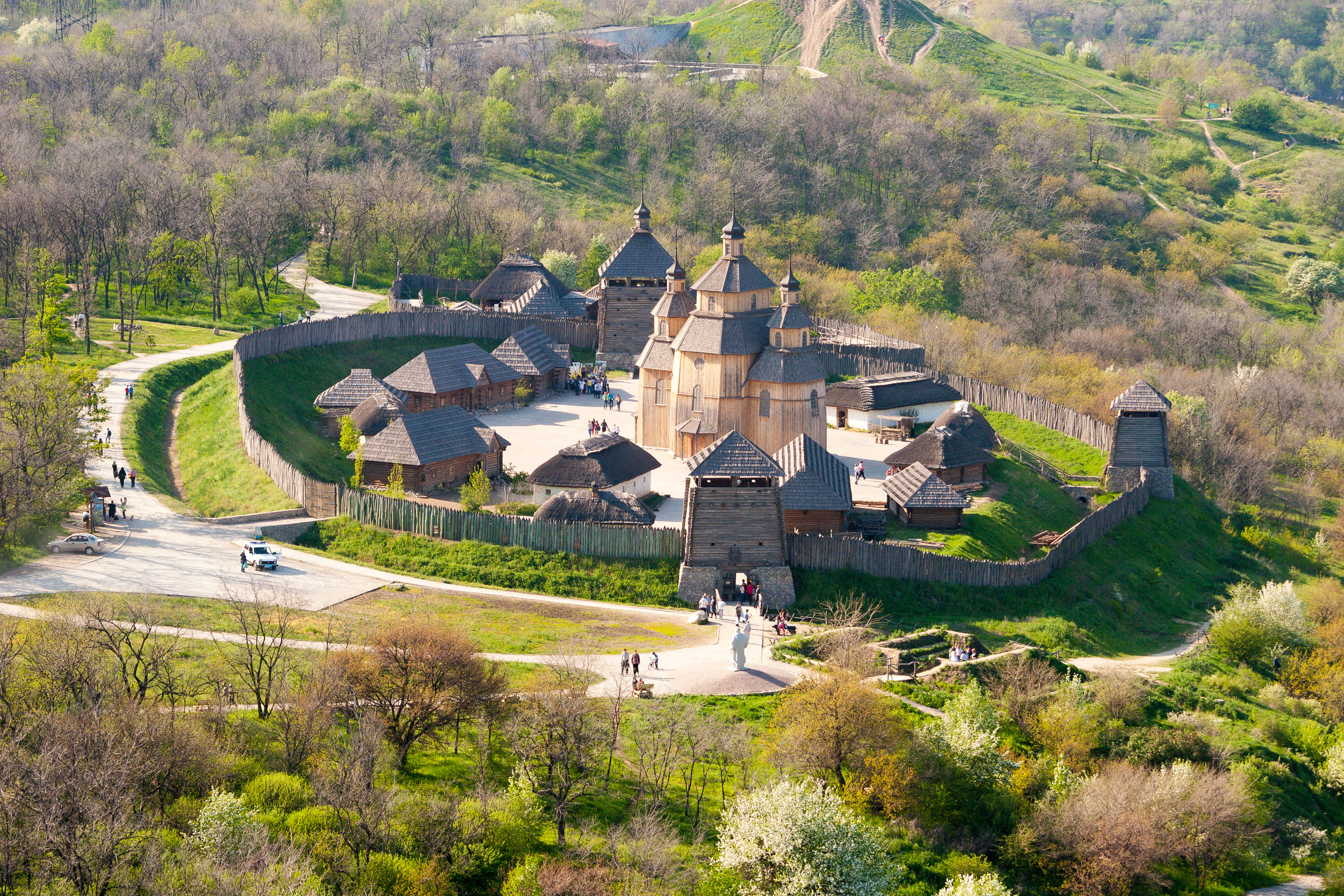
Історико-культурний комплекс «Запорозька Січ» з висоти пташиного польоту
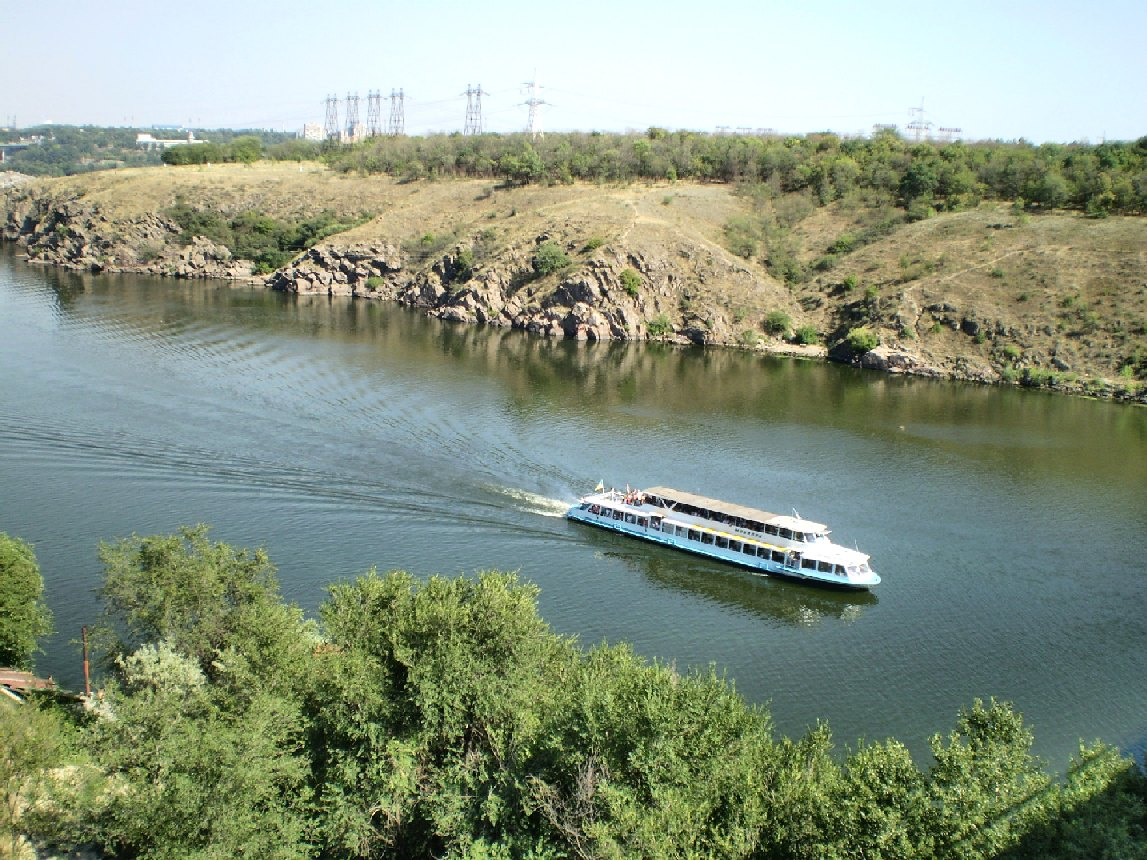
Скелясті береги з північного заходу Хортиці
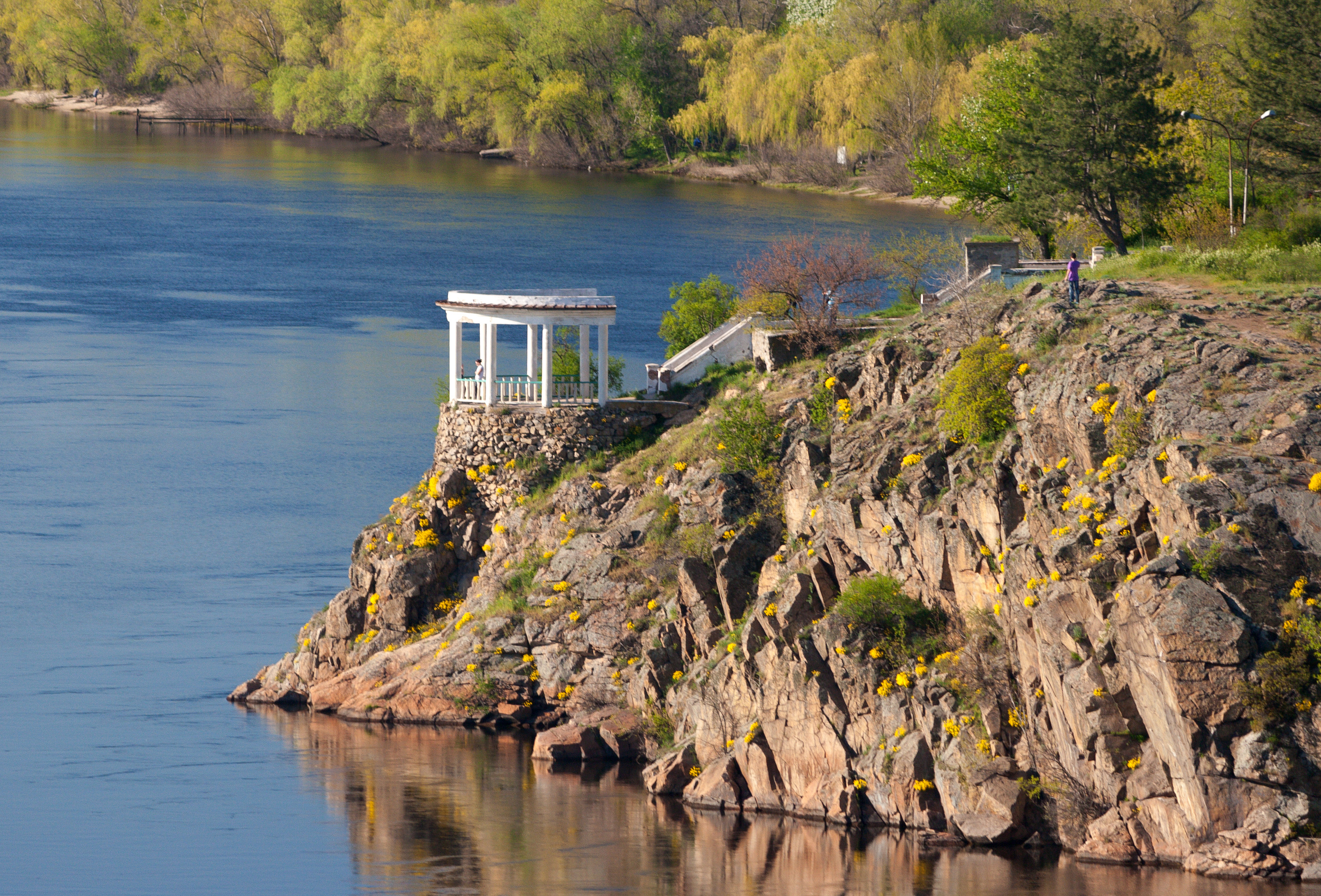
Альтанка на Хортиці

## Список приміток
1. ↑  Супруненко В. Запорожский край. Популярная энциклопедия природных и исторических достопримечательностей, традиций и названий. — Запоріжжя : Просвіта, 2006. — С. 65.
2. ↑  Костенко Л., Юхимович Л. Хортиця (Фотобуклет) / Мистецтво, Київ — 1979
3. ↑  Незримі скрижалі Кобзаря (Містика лицарства запорозького). — Київ : Українська видавнича спілка імені Юрія Липи, 2008.
4. ↑  І.М.Желєзняк, А.П.Корепанова, Л.Т.Масенко, О.С.Стрижак. Етимологічний словник літописних географічних назв Південної Русі. — Академія наук Української РСР. Інститут мовознавства ім. О.О.Потебні. — Київ : Наукова думка, 1985. — С. 172.
5. ↑  Книга природи острова Хортиця. Знайомі незнайомці. Шелегеда В. І. 2014 — 08. Науково-популярні видання — Бібліотека — КЗ «Центр туризму» ЗОР. zoctkum.ucoz.ua. Архів оригіналу за 16 вересня 2019. Процитовано 28 травня 2021.
6. ↑  На Хортиці випустили 200 кажанів. Як запорізькі волонтери опікуються червонокнижними тваринами. О, Море.Сity (укр.). Процитовано 30 квітня 2024.
7. ↑  В Запорожье обнаружено уникальное захоронение III тысячелетия до нашей эры. Архів оригіналу за 10 липня 2015. Процитовано 9 липня 2015.
8. ↑  Меч князя Святослава. Архів оригіналу за 9 травня 2016. Процитовано 12 квітня 2015. [Архівовано 2016-05-09 у Wayback Machine.]
9. ↑  Про що говорять знайдені на Хортиці залишки козацького зимівника?. Архів оригіналу за 22 листопада 2020. Процитовано 22 листопада 2020.
10. ↑  Пам'ятник писанці на Хортиці. zabytki.in.ua. Архів оригіналу за 18 вересня 2016. Процитовано 10 вересня 2016.
11. ↑  Відкриття Меморіалу Хортицьких менонітів на острові Хортиця. Архів оригіналу за 27 березня 2022. Процитовано 27 червня 2021. (рос.)
12. ↑  Меморіал Хортицьких менонітів відсвяткував свої перші роковини. inform.zp.ua. Процитовано 14 липня 2022.
13. ↑  У Запоріжжі на острові Хортиця встановили сталевий тризуб (фото). Суспільне. Новини. 19 лютого 2024.
14. ↑  Козацька Покровська церква і комплекс «Запорозька Січ» на сайті «Дерев'яні храми України». Архів оригіналу за 7 грудня 2014. Процитовано 5 грудня 2014.
15. ↑  «Хортицький лабіринт» — один з туристичних об'єктів Запоріжжя. zaporizhzhia.name (укр.). 29 квітня 2022. Процитовано 30 квітня 2022.
16. ↑  У Запоріжжі на Хортиці завершили будівництво нового спортивного комплексу. 1 news.zp.ua. 1 серпня 2021. Архів оригіналу за 4 вересня 2021. Процитовано 4 вересня 2021.
17. ↑  Психоделічні малюнки місцевих художників: як виглядає закинута будівля на Хортиці. О, Море.Сity (укр.). Процитовано 8 травня 2024.
18. ↑  У Запоріжжі презентуаали новий бренд острова Хортиця (фото). zabor.zp.ua. 13 липня 2021. Архів оригіналу за 14 липня 2021. Процитовано 14 липня 2021.
19. ↑  Арт-об'єкт «Коло Єдності». Архів оригіналу за 16 грудня 2021. Процитовано 16 грудня 2021.
20. ↑  Лазерне шоу «Трансформації крізь історію». Архів оригіналу за 16 грудня 2021. Процитовано 16 грудня 2021.
21. ↑  У Запоріжжі на Хортиці можна послухати ексклюзивну аудіовиставу про українську ідентичність. Архів оригіналу за 16 грудня 2021. Процитовано 16 грудня 2021.
22. ↑  У Запоріжжі національний проєкт відродження Хортиці розпочав потужну трансформацію легендарного острова. 1 news.zp.ua. 16 грудня 2021. Архів оригіналу за 16 грудня 2021. Процитовано 7 квітня 2022.
23. ↑  Як змінився острів Хортиця у 2021 році: експерт підвела підсумки першого етапу трансформації заповідника. 1 news.zp.ua. 25 грудня 2021. Архів оригіналу за 25 грудня 2021. Процитовано 25 грудня 2021. (рос.)
24. ↑  «Джури козацькі» пройшли в Запоріжжі / Дніпровські вогні. 5 жовтня 2023 р., С. 1
25. ↑  Унікальна знахідка на острові Хортиця. Архів оригіналу за 25 березня 2017. Процитовано 25 березня 2017.
26. ↑  В Запоріжжі через обміління Дніпра показалися мости та насипи, що були під водою 70 років (фото). zabor.zp.ua. 11 червня 2023.